# BEGIN シングル大全集
『BEGIN シングル大全集』（ビギン シングルだいぜんしゅう）は、BEGINのベスト・アルバム。2005年2月23日発売。

## 解説
デビュー15周年記念のベスト・アルバム。全28枚のシングルA面を発売日順に収録。Instrumentalアルバム『Forest Green』と同時発売。

## 収録曲

### DISC.1
1. 恋しくて(5:35) 
1stシングル
2. Blue Snow(3:58) 
2ndシングル
3. YOU(4:44) 
3rdシングル
4. あふれる涙(4:50) 
4thシングル
5. さよなら、そしてありがとう(4:01) 
5thシングル
6. 誰かが君を呼ぶ声が(4:05) 
6thシングル
7. 花待ち人(4:28) 
7thシングル
8. OKINAWAN SHOUT(4:38) 
8thシングル
9. 君だけをつれて(5:24) 
9thシングル
10. 声のおまもりください(4:41) 
10thシングル
11. Birthday Song(4:29) 
11thシングル
12. 空に星があるように(4:50) 
12thシングル
13. 愛が走る(4:26) 
13thシングル
14. 家へ帰ろう (3:49) 
14thシングル

### DISC.2
1. 未来の君へ(5:10) 
15thシングル
2. 防波堤で見た景色(3:57) 
16thシングル
3. 愛を捨てないで(5:15) 
17thシングル
4. 涙そうそう(4:18) 
18thシングル
5. 風よ(4:37) 
20thシングル
6. 灯り(6:03) 
21stシングル
7. ボトル二本とチョコレート(4:29) 
22ndシングル
8. 島人ぬ宝(5:19) 
23rdシングル
9. オジー自慢のオリオンビール（エイサー・バージョン）(4:29) 
24thシングル（沖縄限定発売）
10. その時生まれたもの(4:57) 
25thシングル
11. いつまでも(5:21) 
26thシングル
12. ユガフ島(4:58) 
26thシングル
13. 誓い(5:05) 
27thシングル
14. 君を見ている(6:02) 
28thシングル